# Жиделіарицький сільський округ
Жиделіари́цький сільський округ (каз. Жиделіарық ауылдық округі, рос. Жиделиарыкский сельский округ) — адміністративна одиниця у складі Шиєлійського району Кизилординської області Казахстану. Адміністративний центр та єдиний населений пункт — село Жиделіарик.
Населення — 1013 осіб (2021; 905 у 2009, 840 у 1999, 762 у 1989).
Станом на 1989 рік існувала Керделинська сільська рада (села Жиделі-Арик, Комунізм). Пізніше село Жиделіарик утворило окремий Жиделіарицький сільський округ.